# Carpinus rupestris
Carpinus rupestris är en björkväxtart som beskrevs av Aimée Antoinette Camus. Carpinus rupestris ingår i släktet avenbokar, och familjen björkväxter. Inga underarter finns listade.